# Immo Eberl
Immo Eberl (* 12. Mai 1947 in Blaubeuren) ist ein deutscher Archivar, Historiker und Hochschullehrer.

## Leben und Werk
Eberl ist der Sohn des Euthanasiearztes und ersten Lagerkommandanten des Vernichtungslagers Treblinka, Irmfried Eberl, und dessen zweiter Ehefrau Gerda Friederike Eberl, geb. Poppendieck. Sein Vater, der sich nach 1945 als Arzt in Blaubeuren niedergelassen hatte, beging 1948 Suizid, als seine Identität entdeckt wurde. Immo Eberl absolvierte 1967 sein Abitur an der Urspringschule in Schelklingen-Urspring und studierte an der Universität Tübingen bis 1973 Geschichte, Germanistik und Rechtswissenschaft, mit Kirchenrecht als Nebenfach. 1972 erhielt er den Titel Magister artium und absolvierte sein Staatsexamen. 1976 erfolgte seine Promotion zum Dr. phil. mit der Dissertation zur Geschichte des Benediktinerinnenklosters Urspring.
Von 1973 bis 1974 war er Leiter des Referats III der Präsidialabteilung der Zentralen Verwaltung der Universität Tübingen; von 1974 bis 1987 war er dort Wissenschaftlicher Assistent am Historischen Seminar, Abteilung für mittelalterliche Geschichte. 1986 habilitierte er sich an dieser Universität und wurde Privatdozent an der Geschichtswissenschaftlichen Fakultät.
Zwischen 1987 und 1989 bekleidete er die Position des Geschäftsführers des Instituts für donauschwäbische Geschichte und Landeskunde, einer nachgeordneten Behörde des Innenministeriums Baden-Württemberg. 1989 wurde er zum Stadtarchivrat und Leiter des Stadtarchivs der Großen Kreisstadt Ellwangen (Jagst) berufen. 2015 ging er dort in den Ruhestand. Die Geschichtswissenschaftliche Fakultät der Universität Tübingen ernannte Eberl 1990 zum außerplanmäßigen (apl.) Professor. Er ist Dozent am EUCist – Europainstitut für Cistercienserforschung der Hochschule Heiligenkreuz und hält dort Lehrveranstaltungen zur Geschichte und Forschung des Zisterzienserordens.
Seine Forschungsschwerpunkte sind die Kloster- und Ordensgeschichte, das Spätmittelalter und die Landesgeschichte.
Eberl ist verheiratet mit einer Lehrerin und hat einen Sohn. Am 1. Oktober 2014 konvertierte Eberl zur römisch-katholischen Kirche.

## Veröffentlichungen (Auswahl)
- Die Registratur in der Geschichte des ehemaligen Benediktinerinnenklosters Urspring bei Schelklingen. Wissenschaftliche Arbeit zur Erlangung des Magistergrades. Maschinenschriftlich, Tübingen 1971.
- Geschichte des Benediktinerinnenklosters Urspring bei Schelklingen 1127–1806. Außenbeziehungen, Konventsleben, Grundbesitz (= Schriften zur südwestdeutschen Landeskunde, Bd. 13). Müller und Gräff, Stuttgart 1978.
- Regesten zur Geschichte des Benediktinerinnenklosters Urspring bei Schelklingen 1127–1806 (= Schriften zur südwestdeutschen Landeskunde, Bd. 14). Müller und Gräff, Stuttgart 1978.
- Inventar der Akten des Evang.-theol. Seminars Blaubeuren 1817–ca. 1940. Maschinenschriftliches Repertorium. Landeskirchliches Archiv Stuttgart, Tübingen und Stuttgart 1978.
- Zusammen mit Helmut Marcon: 150 Jahre Promotion an der Wirtschaftswissenschaftlichen Fakultät der Universität Tübingen. Biographien der Doktoren, Ehrendoktoren und Habilitierten 1830–1980. Stuttgart 1984.
- Studien zur Reichs- und Kirchengeschichte im Zeitalter Ludwigs des Bayern. Der Thronstreit und der Anfang des Kampfes zwischen Ludwig dem Bayern und dem Papsttum in ihren Auswirkungen auf die Reichspolitik und die Kirche im südwestdeutschen Reichsgebiet. Habilitationsschrift. Maschinenschriftlich, Tübingen 1984.
- Zusammen mit Hansmartin Decker-Hauff (Hrsg.): Blaubeuren. Die Entwicklung einer Siedlung in Südwestdeutschland. Hrsg. im Auftrag der Stadt Blaubeuren. Thorbecke, Sigmaringen 1986, ISBN 3-7995-4082-2.
- Bearb. unter Mitarbeit von Irmgard Simon und Franz Rothenbacher: Die Familien und Personenstandsfälle in den Pfarreien Stadt Schelklingen (1602–1621, 1692–1875) und Kloster Urspring (1657–1832). Schelklingen 1987 (2. Auflage Mannheim 2012) Volltext (PDF; 7,0 MB).
- Die frühe Geschichte des Hauses Schwarzburg und die Ausbildung seiner Territorialherrschaft. In: Thüringen im Mittelalter. Die Schwarzburger. Thüringer Landesmuseum Heidecksburg, Rudolstadt 1995, ISBN 3-910013-16-3.
- Zusammen mit Jörg Martin: Urkunden aus Blaubeuren und Schelklingen: Regesten aus den Stadtarchiven Blaubeuren und Schelklingen sowie dem Pfarrarchiv Schelklingen (= Alb und Donau. Kunst und Kultur, Bd. 23), Süddeutsche Verlagsgesellschaft, Ulm 2000, ISBN 3-9806664-2-5.
- Die Zisterzienser. Geschichte eines europäischen Ordens. Ostfildern 2002 (2. Auflage 2007; Rezension von Walter Zöllner).

Immo Eberl verfasste außerdem zahlreiche Aufsätze, Handbuchartikel und Forschungsberichte sowie Zeitungsartikel, Vortragsmanuskripte und Besprechungen in wissenschaftlichen Zeitschriften.